# Selêucia do Tigre
Selêucia ou Seleuceia do Tigre (em grego clássico: Σελεύκεια επι τω Τιγρητι; romaniz.: Seleúceia epi to Tigreti; em latim: Seleucia ad Tigridem), chamada Selique, Selica ou Selicos (em hebraico: Selik(a) ou Selikos) no Talmude hebraico e Saluaquia (Salwaḳia ou Salwaḳya) no Targum aramaico, foi a primeira capital do Império Selêucida, fundada pelo basileu Seleuco I Nicátor.

## História

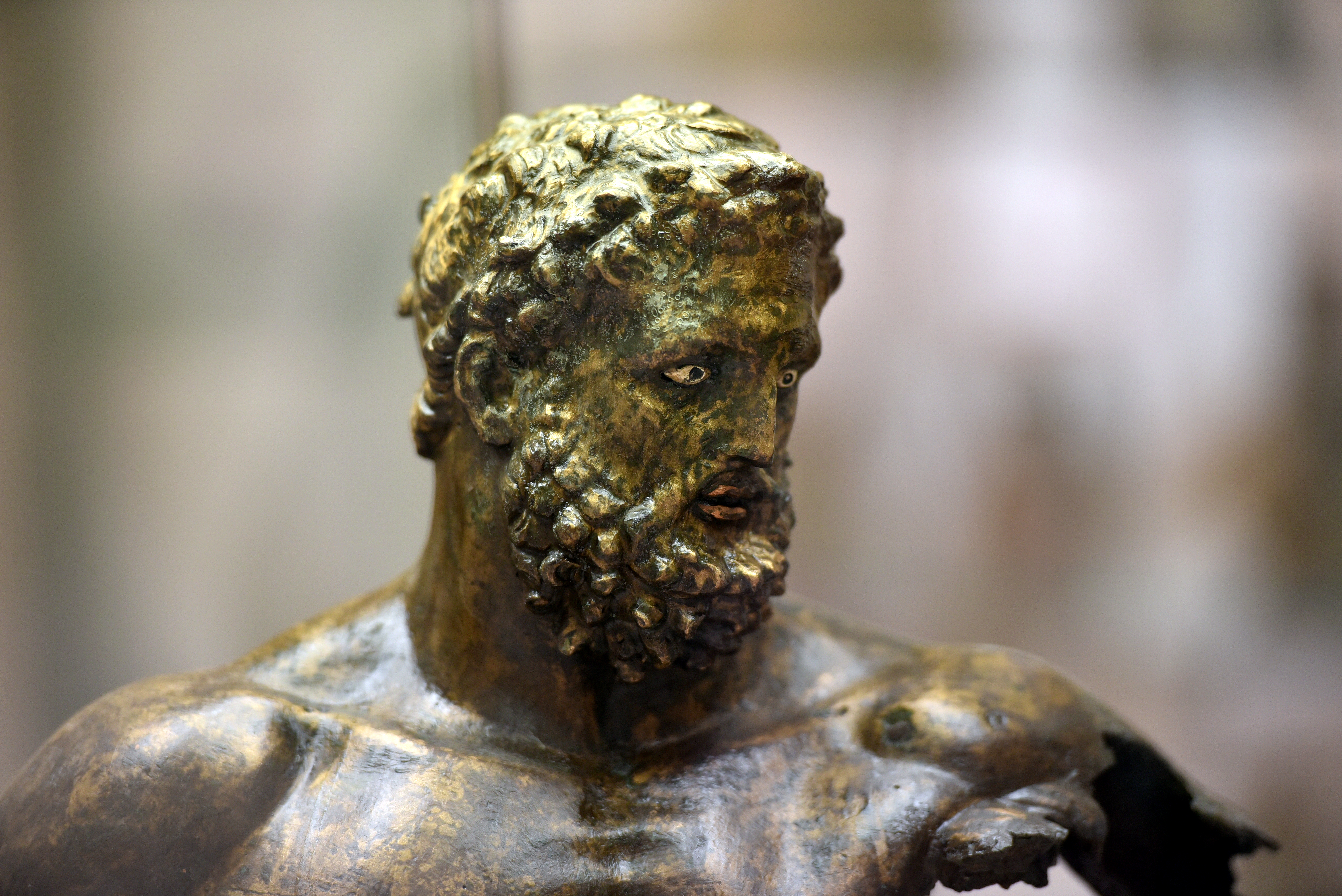
A parte superior de uma estatueta de bronze de Hércules (também bronze de Hércules de Mesene ou Caraceno), de Selêucia, Iraque. Ambas as coxas (não representadas) têm uma inscrição bilingue (grego e parto), Museu do Iraque, Bagdade.

Selêucia foi fundada pelo diádoco Seleuco I Nicátor, em 312, ou 307/305 a.C., dependendo da datação do início de seu reinado, como sede do Império Selêucida. Está situada às margens do rio Tigre, a 32 quilômetros da moderna Bagdá, junto ao lago natural onde o canal Narmalca do Eufrates se juntava ao Tigre. Perto dela estava Ópis. Seu distrito era muito fértil e, no início, a sua malha urbana se assemelhava a uma águia com as asas abertas. Foi erigida usando materiais trazidos da cidade da Babilônia.  Logo se consagrou como centro da cultura grega no Oriente Próximo, substituindo a Babilônia como entreposto comercial entre o Oriente e o Ocidente. Por sua posição, também serviu de porto ao comércio fluvial. A população era mista, com muitos gregos e semitas e havia ainda uma expressiva colônia de judeus. Em seu tempo, Plínio, o Velho estimou que a população fosse de 600 mil pessoas. Flávio Josefo alegou que os judeus chegaram nela fugidos da Babilônia dada a enorme pressão dos gentis, e por volta de 41 a.C., mais de 5 mil deles foram mortos pelos locais motivados por seu ódio comum.
Mesmo quando o centro de poder do Império Selêucida mudou à Síria no século III a.C., ela manteve seu caráter grego. No tempo do basileu Antíoco III (r. 222–187 a.C.), o general Molão da Média se rebelou e a tomou, que se tornou sua capital. Antíoco marchou contra ela, cuja população foi torturada e foi pesadamente taxada, e sua magistratura, nomeada por Políbio como Adeiganas, foi exilada. Em ca. 140 a.C., o xá Mitrídates I (r. 171–138 a.C.) tomou a Babilônia. As cidades gregas se recusaram a se submeter ao xá e receberam o selêucida Antíoco VII (r. 138–129 a.C.), quando em 130 a.C. tentou restaurar seu poder. Estas cidades foram severamente punidas pelo xá Fraates II (r. 132–127 a.C.) e o prefeito Hímero, que inclusive devastou a cidade da Babilônia, mas Selêucia reteve sua auto-gestão; ao que parece, seu governo consistia numa espécie de senado com 300 membros. Também se manteve como o maior centro comercial do Oriente, tanto que Estrabão alegou ser maior do que Antioquia do Orontes, que em seu tempo, salvo Alexandria, era o maior centro comercial no Oriente. Escavações demonstram que a cidade gradualmente se orientalizou.
Sob os arsácidas, a administração e tropas foram instaladas em Ctesifonte, no lado oposto do rio. Todavia, se tornou sede de facções violentas e disputas dinásticas. Dião Cássio alegou que o general romano Crasso, em sua guerra contra Orodes II (r. 57–38 a.C.), a alcançado, mas não é certo que isso tenha ocorrido. Seja como for, os seleucenses constantemente apoiaram os poderes ocidentais contra a dominação parta, inclusive encabeçando uma rebelião aberta entre 35 e 42, que terminou com os locais sendo severamente punidos. Sob Vologases I (r. 51–78), foi fundada a cidade de Vologesocerta para rivalizar com Selêucia, ou mais especificamente como dito por Plínio, drenar sua população. No tempo da invasão do imperador Trajano (r. 98–117), foi tomada pelos generais Erúcio Claro e Júlio Alexandre e parcialmente incendiada. Seria reconstruída ao estilo parta, porém. Na guerra seguinte, agora contra Vologases IV (r. 147–191), as tropas de Lúcio Vero (r. 161–169), lideradas pelo general Caio Avídio Cássio, a destruíram totalmente em 164. A data marca o fim do helenismo na Babilônia. Sua população à época era de 300 mil pessoas e foi dito que a praga que se espalhou no Império Romano nos anos seguintes se originou ali. Sétimo Severo (r. 193–211), na campanha contra Vologases V (r. 180–208), viu as ruínas de Selêucia e Babilônia, enquanto que Juliano (r. 361–363), na guerra contra o xá Sapor II (r. 309–379) do Império Sassânida, encontrou o território de Selêucia tomado por um pântano cheio de animais selvagens que foram caçados por seus soldados.